# Thyou
Thyou o Thiou è un dipartimento del Burkina Faso classificato come comune, situato nella Provincia  di Boulkiemdé, facente parte della Regione del Centro-Ovest.
Il dipartimento si compone del capoluogo e di altri 9 villaggi: Bangré, Boutoko, Goumogo, Kamsé, Moukouan, Sogpelcé, Soula, Tatyou e Vella.